# Litex Loveč
PFK Litex Loveč je bulharský fotbalový klub sídlící ve městě Loveči. Byl založen roku 1921. Od roku 1997 hraje bulharskou nejvyšší soutěž. Dosud získal čtyři ligové tituly a čtyřikrát bulharský fotbalový pohár.

## Historie
Tým byl založen v roce 1921 pod názvem Hisarja. Do dnešní doby se jeho název několikrát změnil. Od roku 1957 hrál pod názvem Karpačev a v roce 1979 změnil název na Osăm. Další změna názvu přišla v roce 1990 se sponzorem, firmou LEX. Klub se přejmenoval na LEX Football Club. Pod tímto názvem klub vyhrál druhou nejvyšší soutěž v sezóně 1993/94 a poprvé v historii postoupil do první ligy, kde vydržel dvě sezóny, než opět sestoupil. Poté klub koupil petromagnát Griša Gančev a přejmenoval ho na Litex. Po jedné sezoně strávené ve druhé lize se klub opět vrátil mezi elitu a hned následující rok slavil první mistrovský titul. Ten se mu podařilo také obhájit a třetí triumf přidal v sezoně 2009/10.

## Úspěchy
- 4× vítěz A Grupy (1997/98, 1998/99, 2009/10, 2010/11)
- 4× vítěz bulharského poháru (2001, 2004, 2008, 2009)
- 1× vítěz bulharského superpoháru (2010)

## Účast v evropských pohárech
| Sezóna  | Soutěž        | Kolo        | Klub                      | Doma        | Venku       | Celkem    |
| ------- | ------------- | ----------- | ------------------------- | ----------- | ----------- | --------- |
| 1998/99 | Liga mistrů   | 1. předkolo | Halmstads BK              | 2:0         | 1:2         | 3:2       |
|         |               | 2. předkolo | Spartak Moskva            | 0:5         | 2:6         | 2:11      |
| 1999/00 | Liga mistrů   | 1. předkolo | Glentoran FC              | 3:0         | 2:0         | 5:0       |
|         |               | 2. předkolo | Widzew Łódź               | 4:1         | 1:4         | 5:5 (pen) |
| 2001/02 | Pohár UEFA    | předkolo    | Longford Town             | 2:0         | 1:1         | 3:1       |
|         |               | 1. kolo     | Inter Bratislava          | 3:0         | 0:1         | 3:1       |
|         |               | 2. kolo     | Union Berlin              | 0:0         | 2:0         | 2:0       |
|         |               | 3. kolo     | AEK Athény                | 1:1         | 2:3         | 3:4       |
| 2002/03 | Pohár UEFA    | předkolo    | Atlantas                  | 6:0         | 2:1         | 8:1       |
|         |               | 1. kolo     | Panathinaikos             | 0:1         | 1:2 (prodl) | 1:3       |
| 2003/04 | Pohár UEFA    | 1. předkolo | Zimbru Chişinău           | 0:0         | 0:2         | 0:2       |
| 2004/05 | Pohár UEFA    | 2.předkolo  | Željezničar Sarajevo      | 7:0         | 2:1         | 9:1       |
|         |               | 1. kolo     | Grazer                    | 1:0         | 0:5         | 1:5       |
| 2005/06 | Pohár UEFA    | 2. předkolo | HNK Rijeka                | 1:0         | 1:2         | 2:2       |
|         |               | 1. kolo     | KRC Genk                  | 2:2         | 1:0         | 3:2       |
|         |               | Skupina D   | Grasshopper               | 2:1         |             |           |
|         |               | Skupina D   | Dnipro Dnipropetrovsk     |             | 2:0         |           |
|         |               | Skupina D   | AZ                        | 0:2         |             |           |
|         |               | Skupina D   | Middlesbrough             |             | 0:2         |           |
|         |               | Play-off    | RC Strasbourg             | 0:2         | 0:0         | 0:2       |
| 2006/07 | Pohár UEFA    | 1. předkolo | FC Koper                  | 5:0         | 1:0         | 6:0       |
|         |               | 2. předkolo | Omonia                    | 2:1         | 0:0         | 2:1       |
|         |               | 1. kolo     | Makabi Haifa              | 1:3         | 1:1         | 2:4       |
| 2007/08 | Pohár UEFA    | 1. předkolo | Sliema Wanderers          | 4:0         | 3:0         | 7:0       |
|         |               | 2. předkolo | Besa Kavajë               | 3:0         | 3:0         | 6:0       |
|         |               | 1. kolo     | Hamburg                   | 0:1         | 1:3         | 1:4       |
| 2008/09 | Pohár UEFA    | 2. předkolo | Hapoel Ironi Kirjat Šmona | 0:0         | 2:1         | 2:1       |
|         |               | 1. kolo     | Aston Villa               | 1:3         | 1:1         | 2:4       |
| 2009/10 | Evropská liga | Play-off    | BATE Borisov              | 0:4 (prodl) | 1:0         | 1:4       |
| 2010/11 | Liga mistrů   | 2. předkolo | FK Rudar Pljevlja         | 1:0         | 4:0         | 5:0       |
|         |               | 3. předkolo | MŠK Žilina                | 1:1         | 1:3         | 1:4       |
| 2010/11 | Evropská liga | 4. předkolo | Debreceni                 | 0:2         | 1:2         | 1:4       |